# Jøran Kallmyr
Jøran André Smedal Kallmyr, född 15 april 1978 i Fræna, Møre og Romsdal, är en norsk advokat och politiker (Fremskrittspartiet). Han var justitieminister mellan 29 mars 2019 och 24 januari 2020. Kallmyr är född och uppvuxen i Fræna kommun i Møre og Romsdal, där han också var fylkesordförande i Fremskrittspartiet. Han var ordförande för Fremskrittspartiet i Oslo under åren 2000 till 2003. Under perioden 2004-2006 satt han i centralstyrelsen för Fremskrittspartiets Ungdom (FpU).